# Killswitch Engage
Killswitch Engage (ofte forkortet KSE eller Killswitch) er et Grammy-nomineret amerikansk metalcore-band fra Westfield, Massachusetts. D. 5 Juni 2018 annoncerede de at de skifter deres pladeselskab  Roadrunner records ud, som de ellers har lavet alle plader med siden debutten. Næste plade (udkommer 2019) bliver udgivet på Metal Blade Records og Columbia Records/Sony Music Entertainment uden for Nordamerika. 

## Musik
Killswitch Engages musik er indra dobbelte-gu, flydende teknisk trommen, skrigende og rene vokaler og klare guitarbreaks.

## Medlemmer
- Adam Dutkiewicz – guitar, backing vokals (2002–present); trommer, backing vokals (1999–2002)
- Joel Stroetzel – rhythm guitar, backing vocals (2002–present); lead guitar (1999–2002)
- Mike D'Antonio – bass (1999–present)
- Jesse Leach – lead vocals (1999–2002, 2012–present)
- Justin Foley – drums (2003–present)

### Tidligere medlemmer
- Jesse Leach – Vokal (1999 – 2002)
- Howard Jones - Vokal (2002-2012)
- Pete Cortese – Guitar (2000-2001)
- Tom Gomes – Drums (2002-2003)

## Diskografi
- Killswitch Engage (2000)
- Alive or Just Breathing (2002)
- The End of Heartache (2004)
- As Daylight Dies (2006)
- Killswitch Engage (2009)
- Disarm the Descent (2013)
- Incarnate (2016)
- Atonement (2019)

1. ↑  Heveins profil på MySpace